# لئونارد مگوایر
لئونارد مگوایر (انگلیسی: Leonard Maguire؛ ‏ ۲۶ مهٔ ۱۹۲۴ – ۱۲ سپتامبر ۱۹۹۷) بازیگر اهل بریتانیا بود.
از فیلم‌ها یا برنامه‌های تلویزیونی که وی در آن نقش داشته‌است، می‌توان به ایست‌اندرز، پوآرو، دکتر هو، بیداری، کنسول افتخاری، دکتر و شیاطین، دوریت کوچک، فصل سفید خشک و پیروزی اشاره کرد.